# Puella Magi Madoka Magica
Puella Magi Madoka Magica (魔法少女まどか☆マギカ Mahou Shoujo Madoka Magika) er en japansk animeserie fra 2011. Serien er blevet animeret og produceret af studierne Shaft og Aniplex. Serien handler om en gruppe piger, der vælger at blive "magiske piger (Mahou Shoujo)", og bekæmper onde væsner. Serien er dog blevet kendt for at have meget dystre undertoner, og er stærkt præget af psykologisk thriller/horror, hvilket er usædvanligt i forhold til tegnestilen, der virker meget traditionelt kawaii. Serien har generelt modtaget positive anmeldelser, og er anset som en af 2010'ernes bedste anime.